# YELLOW (電気グルーヴのアルバム)
『YELLOW』（イエロー）は、日本のテクノユニットである電気グルーヴの10作目のアルバム。
2008年10月15日にキューンレコードよりリリースされた。

## 解説
前作『J-POP』から半年あまりでの発売となり、それまでの（オリジナルアルバムにおける）8年間のブランクを考えると、非常に短期間での連続リリースとなった。
初回限定盤には、2008年4月1日にLIQUIDROOMで行われたイベント「こういえば三太夫」を約30分収録したDVDが付属する。
アルバムジャケットはピカチュウを連想させるデザインになっている。

## 収録曲
DISC1-CD
| 全作曲: 石野卓球。 |                                                          |                      |            |      |
| #                  | タイトル                                                 | 作詞                 | 作曲・編曲 | 時間 |
| 1.                 | 「Mojo [CM mix]」                                        |                      | 石野卓球   | 0:30 |
| 2.                 | 「No.3」                                                 | 石野卓球             | 石野卓球   | 4:18 |
| 3.                 | 「さんぷんまるのうた」(Sanpunmaru No Uta [Album mix])    | 石野卓球・ピエール瀧 | 石野卓球   | 3:00 |
| 4.                 | 「Mole〜モグラ獣人の告白」(Mole〜Confession of Mole Man) | 石野卓球・ピエール瀧 | 石野卓球   | 4:15 |
| 5.                 | 「どんだけ the ジャイアント」(Dondake the Giant)         | 石野卓球・ピエール瀧 | 石野卓球   | 4:16 |
| 6.                 | 「Acid House All Night Long」                            | 石野卓球・ピエール瀧 | 石野卓球   | 5:32 |
| 7.                 | 「ア.キ.メ.フ.ラ.イ.」(A.Ki.Me.Fu.Ra.I.)                 | 石野卓球・ピエール瀧 | 石野卓球   | 3:59 |
| 8.                 | 「The Words」                                            | 石野卓球             | 石野卓球   | 3:43 |
| 9.                 | 「湘南アシッド」(Shounan Acid [Album Edit])              |                      | 石野卓球   | 5:25 |
| 10.                | 「Area Arena」                                           |                      | 石野卓球   | 6:21 |
| 11.                | 「Fake It!」                                             | 石野卓球             | 石野卓球   | 5:05 |
| 合計時間:          | 合計時間:                                                | 合計時間:            | 46:24      |      |

DISC2-DVD – 2008.4.1. LIQUIDROOM「こういえば三太夫」
| #  | タイトル                  | 作詞 | 作曲・編曲 |
| -- | ------------------------- | ---- | ---------- |
| 1. | 「Mr.Empty」              |      |            |
| 2. | 「ズーディザイア」        |      |            |
| 3. | 「半分人間だもの」        |      |            |
| 4. | 「モノノケダンス」        |      |            |
| 5. | 「少年ヤング」            |      |            |
| 6. | 「Cafe de 鬼 (顔と科学)」 |      |            |

### 曲解説
1. Mojo [CM mix]
TDKのCM用に30秒に編集されたバージョン。フルバージョンは「The Words」カップリングとして収録。
2. No.3
3. さんぷんまるのうた - Sanpunmaru No Uta [Album mix]
NHKの教育番組「さんぷんまる」テーマソング。
4. Mole〜モグラ獣人の告白 - Mole〜Confession of Mole Man
5. どんだけ the ジャイアント - Dondake the Giant
6. Acid House All Night Long
7. ア.キ.メ.フ.ラ.イ. - A.Ki.Me.Fu.Ra.I.
8. The Words
本曲は、シングルカットもされた。
9. 湘南アシッド - Shounan Acid [Album Edit]
10. Area Arena
11. Fake It!
本曲のミュージックビデオ（田中秀幸作）が第13回（2009年）文化庁メディア芸術祭エンターテインメント部門優秀賞を受賞。

## 参加ミュージシャン
- KAORI - ボイス（1曲目）
- 天久聖一 - ボイス（5曲目）